# Esgos

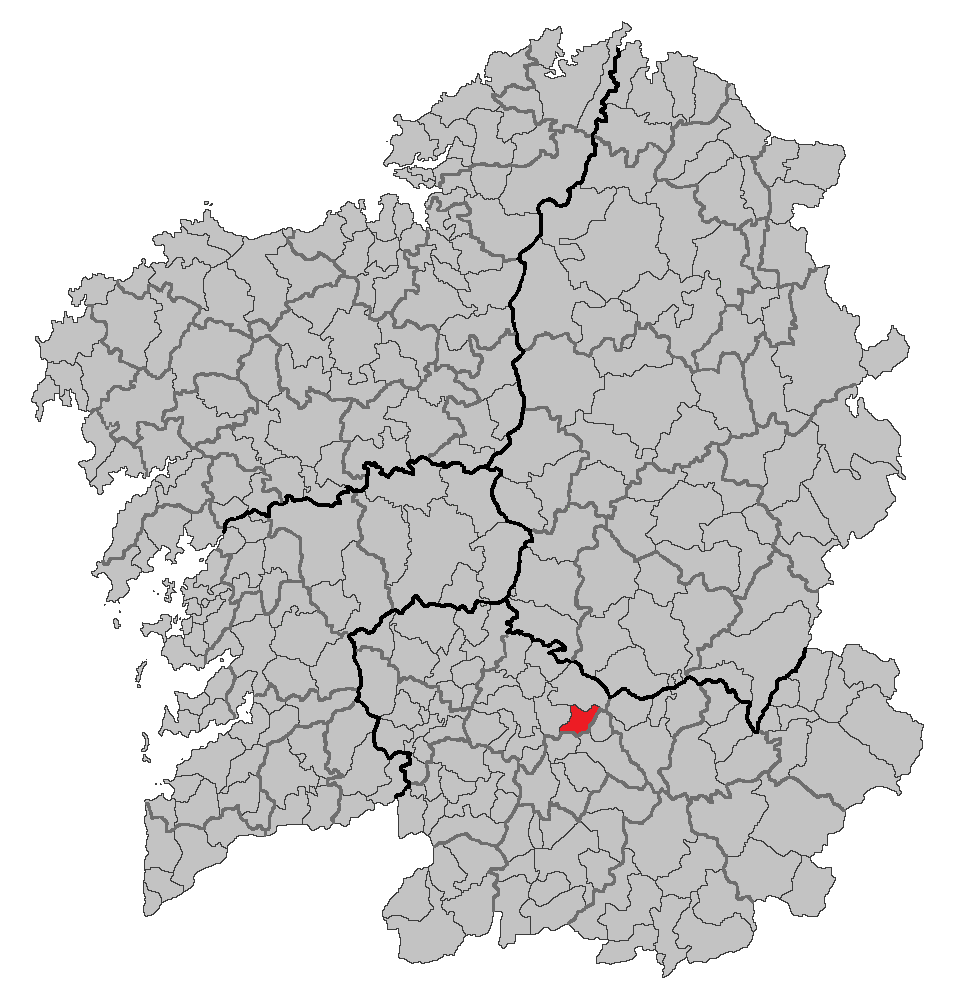
Localização de Esgos

Esgos é um município da Espanha na província 
de Ourense, 
comunidade autónoma da Galiza, de área 37,79 km² com 
população de 1259 habitantes (2007) e densidade populacional de 34,46 hab/km².

## Demografia
| Variação demográfica do município entre 1991 e 2004 | Variação demográfica do município entre 1991 e 2004 | Variação demográfica do município entre 1991 e 2004 | Variação demográfica do município entre 1991 e 2004 |
| --------------------------------------------------- | --------------------------------------------------- | --------------------------------------------------- | --------------------------------------------------- |
| 1991                                                | 1996                                                | 2001                                                | 2004                                                |
| 1468                                                | 1438                                                | 1294                                                | 1304                                                |

## Patrimônio
- Mosteiro de San Pedro de Rocas

## Personagens
- Xosé Luis Baltar Pumar, político (n. 1940)